# Nabi Salih
Nabi Salih (àrab: النبي صالح, an-Nabī Ṣāliḥ) és una vila palestina de la governació de Ramal·lah i al-Bireh, al centre de Cisjordània, situada 20 km al nord-oest de Ramal·lah. Segons l'Oficina Central d'Estadístiques de Palestina (PCBS), tenia 683 habitants en 2016. Es fa notar per les marxes setmanals per protestar contra l'ocupació realitzada des del 2010, una pràctica suspesa el 2016, després de 350 habitants hagin patit lesions en enfrontaments amb tropes israelians durant aquest període.

## Història
S'hi ha trobat terrissa d'èpoques romana i romana d'Orient.

### Època otomana
Nabi Salih, com tota Palestina, es va incorporar a l'Imperi Otomà en 1517, i també s'hi van trobar restes de l'època otomana. Als registres fiscals de 1596 la vila apareix (amb el nom Dayr Salih) com a part de la nàhiya d'al-Quds, al liwà d'al-Quds. Tenia una població de dues llars musulmanes. Es pagaven impostos sobre el blat, ordi, cultius d'estiu i ingressos ocasionals.
L'explorador francès Victor Guérin va visitar el lloc dues vegades al segle xix. El 1863 va escalar l'alçada propera i el 1870 va assenyalar que el lloc va ser nomenat per una persona que «és venerada sota un koubbeh parcialment construït amb pedra normal amb una aparença d'antiguitat.» El 1870 Guérin estimava que el poble tenia 150 habitants, mentre que una llista de pobles otomans d'aproximadament el mateix any va mostrar que «Nebi Salih» tenia 5 cases i una població de 22, tot i que el recompte de població només incloïa homes.
En 1883 el Survey of Western Palestine del Fons per a l'Exploració de Palestina la descriu com «un poble de grandària moderada sobre una cresta, amb una petita mesquita i un pou al sud. Hi ha una font aproximadament tres quarts de milla a l'est.»

### Època del Mandat Britànic
En el cens de Palestina de 1922, organitzat per les autoritats del Mandat Britànic, la població de Nabi Salih era de 105 musulmans, que augmentaren a 144 en el  cens de 1931 census.
En 1945, Nabi Salih tenia 170 habitants.

### Després de 1948
En la vespra de guerra araboisraeliana de 1948, i després dels acords d'armistici araboisraelians de 1949, Nabi Salih fou ocupada pel regne haixemita de Jordània. Després de la Guerra dels Sis Dies de 1967 va romandre sota l'ocupació israeliana.

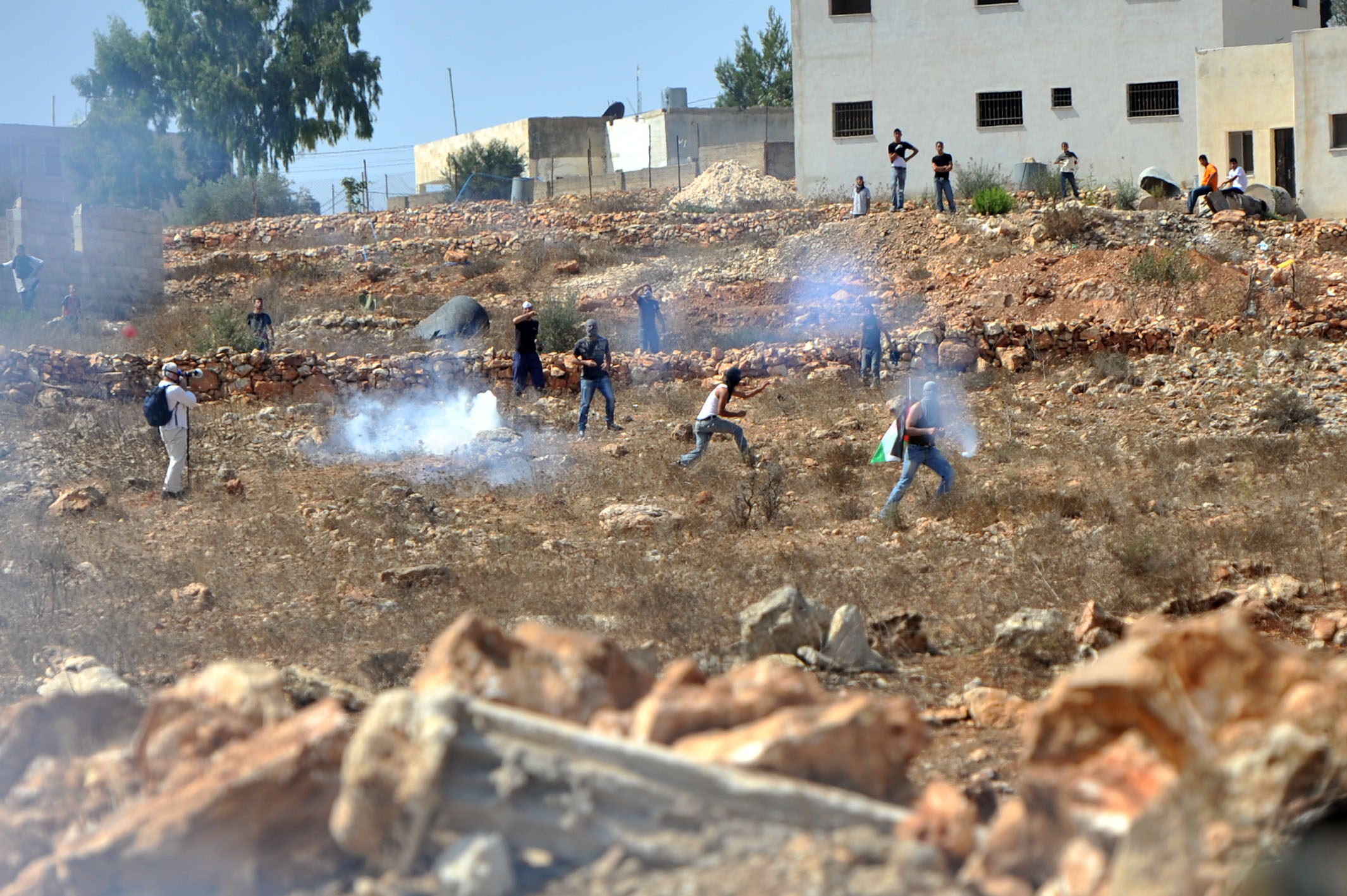
Manifestants palestins enfrontant-se a la policia israeliana vora Nabi Salih, 2011

## Santuari de Salih
La tradició local identifica el complex d'edificis cúpules de color blau del poble amb el santuari del profeta Salih (Bíblica Shelah). L'estructura moderna va ser construïda al segle xix durant el domini otomà. L'edifici inclou una Zàuiya, un espai d'allotjament sufita guardat per un vigilant. Estava situat sobre les restes d'una estructura croada que es va suposar que estava construïda sobre les ruïnes d'una església de l'època romana d'Orient. Les restes de l'estructura croada-romana d'Orient, inclouen l'absis d'una capella de tres passadissos situada darrere del complex del santuari.
El Maqam (santuari) Nabi Salih va ser l'estructura religiosa més important, de 16 edificis diferents, a la regió de Bani Zeid. Va servir com a lloc de trobada per a famílies durant dos ritus de pas per als seus fills: circumcisions col·lectives i primeres tallades de cabell. Aquests esdeveniments van ser seguits de pícnics i jocs. Coincidint amb la Setmana Santa celebrada pels àrabs cristians locals, els musulmans de la zona visitaven el santuari Nabi Salih i sortien per la processó anual a la Mesquita d'Al-Aqsa (juntament amb el Haram ash-Sharif) i el santuari de Nabi Musa ("Profeta Moisès") al sud de Jericó. Els habitants del barri al-Salihiyah de Damasc, que reclamaven que descendien dels abbàssides, consideraven que Nabi Salih era el lloc del seu epònim i hi viatjaven per commemorar el lloc. Va ser a Nabi Salih on centenars d'homes de Deir Ghassaneh i altres pobles del xeïcat Bani Zeid interactuaren amb la comunitat àraboparlant musulmana de Palestina i Levant.
En 2003, sota la supervisió de l'arquitecte Yara al-Sharif Arxivat 2016-03-04 a Wayback Machine., el complex va ser restaurat. Va costar $63,000, principalment finançat per Suècia. La sala d'oració i la sala de tomba són propietat de l'autoritat waqf islàmica, però és llogada pel Centre Cultural Nabi Salih. Actualment, el complex està format per tres plantes (inclòs un pis subterrani) que conté la tomba, una gran sala d'oració, una premsa d'olives, un pou d'aigua, una aula, una sala polivalent, una sala de conferències de dues voltes, un pati i dues terrasses davanteres i posteriors. Totes les entrades són arcs apuntats semicirculars. El Centre Cultural An Nabi Salih és l'estructura més significativa del poble.

## Protestes setmanals
Els residents de Nabi Salih han acollit manifestacions setmanals durant tres anys en protesta per la confiscació de les terres del poble i la presa de possessió del proper assentament israelià, Halamish. Segons un oficial de les FDI que havia servit a la zona, les protestes es van iniciar el 2009 per una trama d'arbres cítrics i ruscs, que va ser incendiat pels colons en una política de responsabilitat mútua. Els soldats de les FDI solien banyar-se en 3 piscines. Els colonitzadors van posar un signe anomenant-lo "Font de Meir", després que Meir Segal, un dels fundadors de Halamish, va abandonar l'àrea, van posar bancs, una pèrgola i taules de pícnic i la va plantar magranes, figues i oliveres. En resposta a lesqueixes, un funcionari del 2012 ordenà la demolició del que havien construït els colons. L'ordre no s'ha realitzat. Les manifestacions també protesten contra l'expansió de l'assentament de Halamish sobre terres palestines privades.
Durant les protestes, hi ha enfrontaments regulars amb l'Exèrcit israelià que intenta dispersar multituds mitjançant municions de foc real, gas lacrimogen, aigua fètida, bales de goma, granades de so i altres mètodes de dispersió, mentre que els joves palestins responien llançant pedres. Les autoritats israelianes han reprimit els residents utilitzant tàctiques com incursions nocturnes dirigides a habitatges i detencions de presumptes llançadors de pedres. L'11 de desembre de 2011, Mustafa Tamimi va ser disparat a la cara per un contenidor de gas lacrimogen a prop i després va morir per les ferides, convertint-se en el primer resident de Nabi Salih a ser assassinat durant una manifestació. L'endemà, un gran grup de manifestants van marxar a l'entrada d'Halamish per commemorar a Tamimi, però van ser detinguts per l'exèrcit israelià que va arrestar a 15 manifestants, inclosos palestins, israelians i internacionals. Israel va tancar la investigació sense cap repercussió contra el soldat que havia disparat els trets.

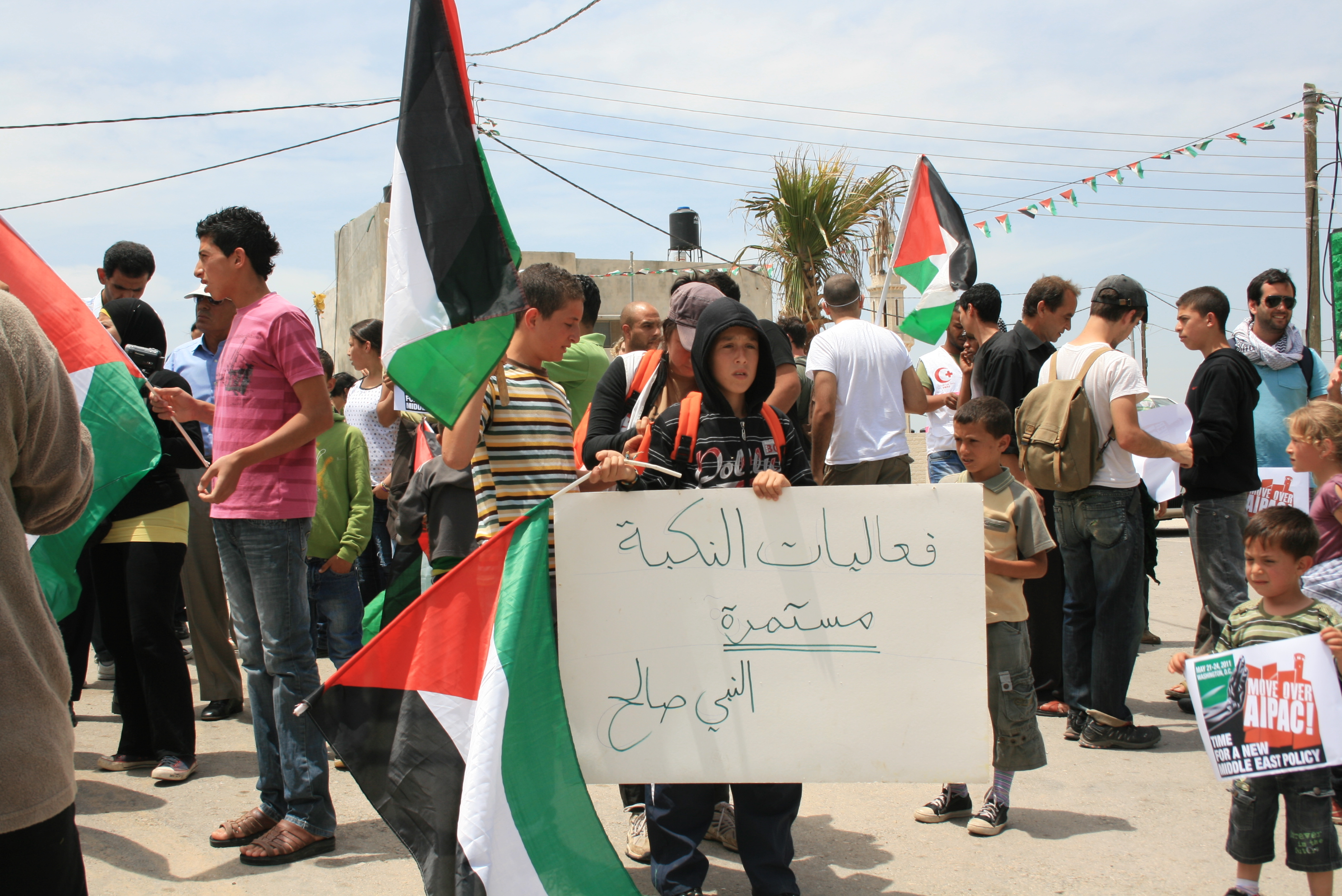
Manifestants a Nabi Salih, maig de 2011

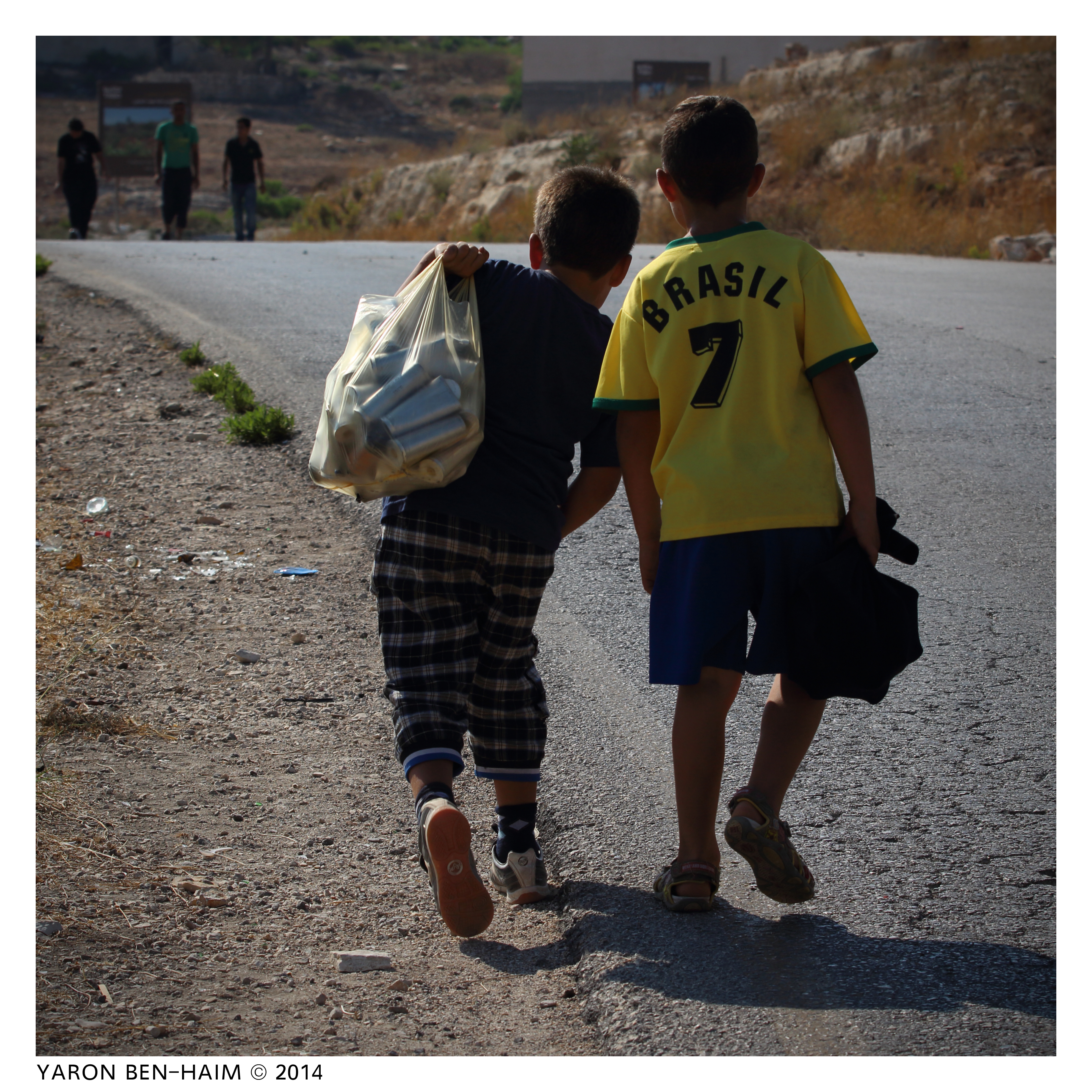
Nens recollint cartutxos usats de gasos lacrimògens després de la manifestació setmanal a Nabi Salih, agost de 2014

Bassem al-Tamimi, un dels líders de la protesta, ha estat arrestat dotze vegades per les forces israelianes, fins al punt que ha passat més de ters anys en detenció administrativa sense judici. La seva detenció més recent va tenir lloc el març de 2011, quan va ser acusat d'enviar joves per tirar pedres, celebrar una marxa sense permís, i pervertir el curs de la justícia; un tribunal militar israelià el va declarar culpable dels dos càrrecs anteriors i no és culpable d'aquest últim. La seva detenció va cridar l'atenció internacional, la Unió Europea el va descriure com a "defensor dels drets humans" i Amnistia Internacional designant-lo presoner de consciència.

### Altres incidents de seguretat
- El 19 de novembre de 2012, Rushdi Tamimi, un manifestant palestí de 28 anys, va ser assassinat pel foc israelià durant una manifestació a Nabi Salih en solidaritat amb la gent de la Franja de Gaza a la llum de la recent ofensiva israeliana contra el territori, Operació Columna de Núvol.[27]
- El 16 de gener de 2016, l'exèrcit israelià va segellar la carretera principal que entra al poble.[28]
- El 16 de juliol de 2017, un sospitós de 34 anys, que es creu que va ser el pistoler que va dirigir un vehicle prop d'un assentament israelià al nord de Ramallah i va ferir a un nacional estranger d'ascendència palestina, va ser assassinat per soldats israelians després d'intentar disparar ells.[29]

Nabi Salih va ser un dels tres temes principals del llibre de "The Way to the Spring: Life and Death in Palestine" de Ben Ehrenreich.

### Informes de B'Tselem
En febrer de 2011 voluntaris de B'Tselem van filmar soldats israelians que arribaven a les cases dels residents palestins, despertant i fotografiant nens. Un informe de B'Tselem de setembre de 2011 acusa les forces de seguretat d'Israel d'infringir els drets dels manifestants palestins a Nabi Saleh.
El 31 d'agost de 2012, dos manifestants del poble van resultar ferits per les bales durant una reunió de protesta. La FDI es va comprometre a investigar i va dir que els soldats disparaven trets a l'aire com a resposta al llançament de pedres.
El 2016, els vilatans van decidir aturar les seves marques de protesta. En els sis anys des del 2010, l'alcalde va estimar que 350 membres d'una població de 600 van patir lesions de diverses mesures de dispersió israelianes, de les quals 50 han quedat discapacitades.